# Albert Hammel (Maler)
Albert Hammel (* 28. März 1883 in Heilbronn; † 24. Dezember 1958 in Lauffen am Neckar) war ein deutscher Maler und Grafiker.

## Leben
Er schloss eine Grafikerlehre ab und studierte anschließend an der Münchner Akademie sowie bei Adolf Hölzel an der Stuttgarter Akademie. Von 1920 an war er freischaffender Künstler in Heilbronn. Nach dem Luftangriff vom 4. Dezember 1944 siedelte er nach Lauffen am Neckar über, wo er fortan wirkte und auch begraben wurde.

## Werk
Das Werk von Albert Hammel umfasst insbesondere Landschaftsbilder in Aquarelltechnik. Nach dem Zweiten Weltkrieg wirkte er bei der Restaurierung der Astronomischen Kunstuhr des Heilbronner Rathauses mit. Einige seiner Werke befinden sich in öffentlichem Besitz, darunter das Aquarell Landschaft bei Hinterstein in den Städtischen Museen Heilbronn.